# Amblycerus virescens
Amblycerus virescens is een keversoort uit de familie bladkevers (Chrysomelidae). De wetenschappelijke naam van de soort werd in 1997 gepubliceerd door Ribeiro-Costa.